# 12350 Feuchtwanger
12350 Feuchtwanger eller 1993 HA6 är en asteroid i huvudbältet som upptäcktes den 23 april 1993 av den tyske astronomen Freimut Börngen vid Tautenburg-observatoriet. Den är uppkallad efter den tyske författaren Lion Feuchtwanger.